# 重力勾配
重力勾配（じゅうりょくこうばい、英語: gravity gradient）は、重力加速度が空間的に変化する割合である。重力傾斜ともいう。
重力勾配の測定は、石油、ガス、鉱業関連企業が、地下の密度から効果的に岩石の分布を知るのに使用されている。重力勾配の情報から、石油、ガスおよび鉱物に正確に到達するための地下の重力異常の図を作成することができるのである。また、水中の物体の検知や水深の測定（測深）にも用いられる。

## 重力勾配 の測定
最も身近な重力勾配の要素は、鉛直方向の重力 gz の高さ（標高） z による変化率 Gzzである。これは、微小鉛直区間 l で隔てられた2か所の重力の差を、その区間の距離で割ることによって求められる。
{\displaystyle G_{zz}={\partial g_{z} \over \partial z}\approx {g_{z}\left(z+{\tfrac {l}{2}}\right)-g_{z}\left(z-{\tfrac {l}{2}}\right) \over l}}
2か所の重力の測定には、高精度にマッチングされ配置された加速度計を用いる。

### 単位
重力勾配の単位には、Eotvos（10−4 mGal/m すなわち 10−9 s−2 に相当）が用いられる。人間が2m以内の距離を通過すると、重力勾配の値に 1 Eotvos の影響を与える。自然の山々には、数百Eotvos の重力勾配が存在する。

### 重力勾配テンソル

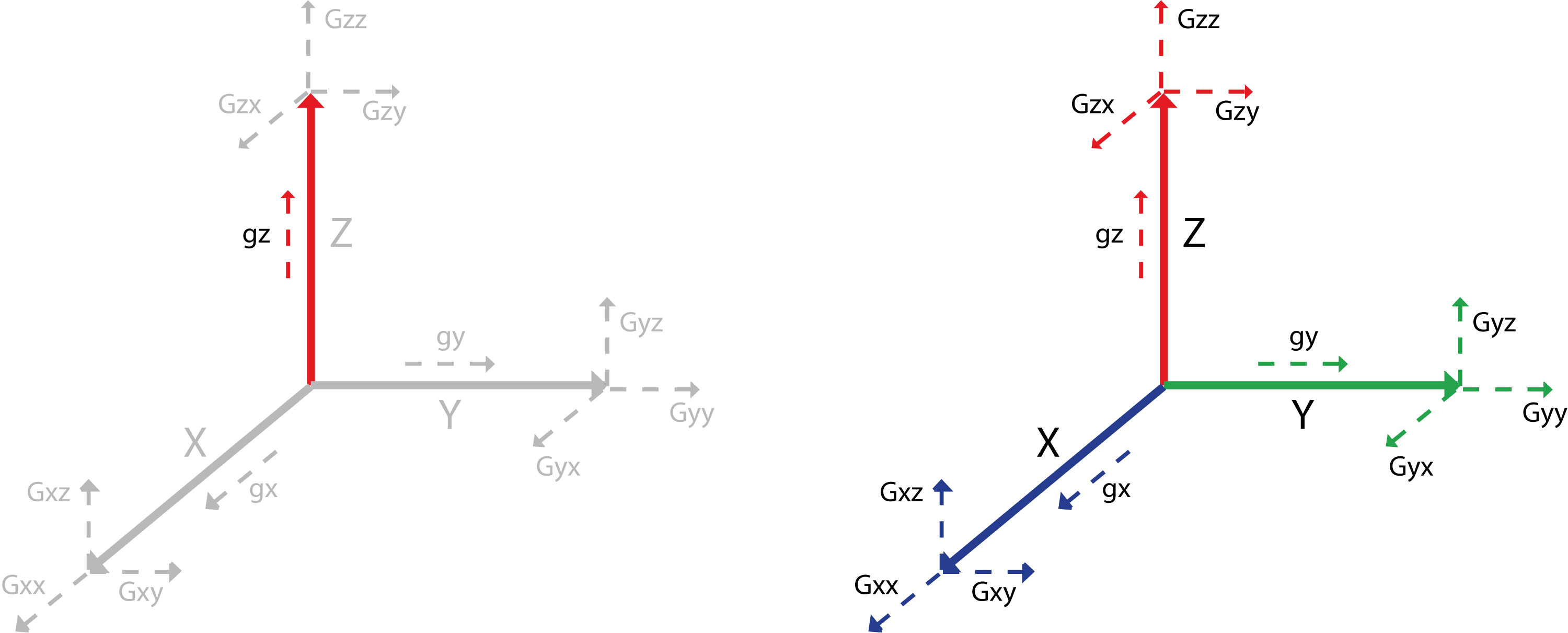
図1. コンベンショナルな重力勾配計は重力場の一要素である鉛直一方向 Gz（左の図）を測定するのに対し、フルテンソル重力勾配計は重力場の全要素（右の図）を測定する。

フルテンソル重力勾配計は、重力勾配テンソル（図1）の要素である3方向全ての重力ベクトルの変化率を測定するものである。

### 重力との比較

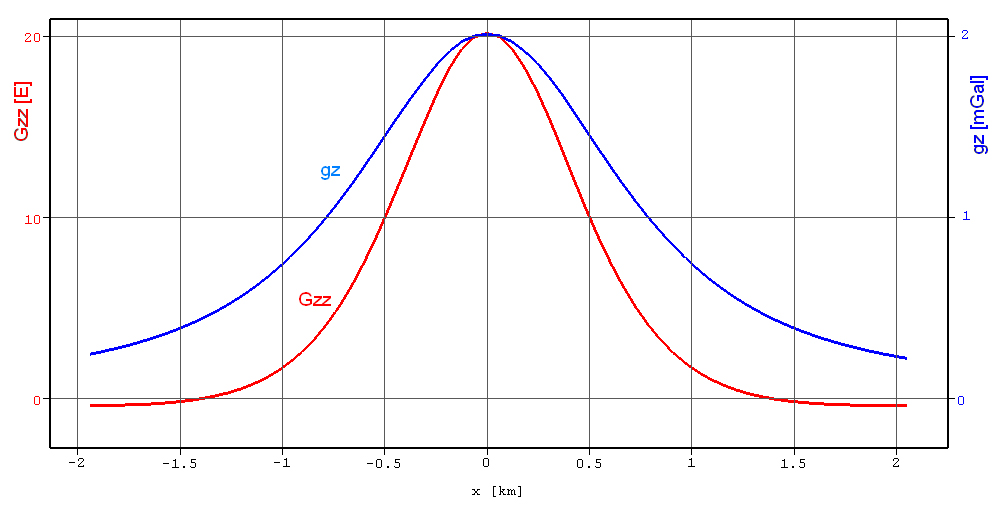
図2. 深さ 1 km の重力源 1点からの鉛直方向重力と鉛直方向重力勾配の比較

重力の微分なので、重力勾配のスペクトルは高い周波数成分をもつ。従って、一般的には、重力異常よりも重力勾配異常は局地的になる。表（下記）とグラフ（図2）は、gz と Gzz の重力源1点からの影響を比較している。
|                              | 重力（gz）                                                                                            | 重力勾配（Gzz） |
| ---------------------------- | --- | --- |
| 信号                         | {\displaystyle {GM\,z \over \left(r^{2}+z^{2}\right)^{3/2}}\times 10^{5}\;\left[{\text{mGal}}\right]} | {\displaystyle {GM\left(r^{2}-2z^{2}\right) \over \left(r^{2}+z^{2}\right)^{5/2}}\times 10^{9}\;\left[{\text{E}}\right]} |
| 信号ピーク（r = 0）          | {\displaystyle {GM \over z^{2}}\times 10^{5}}                                                         | {\displaystyle {2GM \over z^{3}}\times 10^{9}}                                                                           |
| 強度が最大値の半分になる全幅 | {\displaystyle 1.53\,z}                                                                               | {\displaystyle \approx z}                                                                                                |
| 波長 (λ)                     | {\displaystyle 3.07\,z}                                                                               | {\displaystyle 2\,z} |

逆に、重力測定値は、地域一帯や深層の信号源に、より敏感になるため、低周波側に強い信号強度をもつ。

## 動的な調査環境（航空機から、あるいは海洋での調査）
間接的な測定方法は、信号の総エネルギーを犠牲にするが、動的な調査環境が引き起こすノイズをかなり減らす。つまり、移動するプラットフォーム上の2個の加速度計で測定される加速度のノイズ成分は同量であり、重力勾配の測定においては差動をとることで、キャンセルされる。これは、移動体の加速度レベルの方が、関心の信号よりも大きくなってしまう航空機からあるいは海洋での調査において、重力勾配計を用いる際の定石である。この方法は、高周波（0.01 Hz 以上）のSN比に寄与し、そしてこの周波数は航空機上での加速度ノイズが大きくなる領域なのである。

## 応用分野
重力勾配の測定は、主に地下地質を捉えて炭化水素資源や鉱物を探査するために用いられている。今までに 2,500,000 km 以上の測線長が、この技術を使って調査されている。重力勾配の調査は、岩塩ダイアピル、断層、リーフ構造、キンバーライトパイプなどの地質に関連する可能性がある重力異常を浮き彫りにする。
他の適用例としては、地下施設やトンネルの発見、あるいは海洋循環について探求しようとする最近のGOCEミッションがある。

## 重力勾配計
重力勾配計（じゅうりょくこうばいけい、英: gravity gradiometer）は、重力ベクトルの空間的な微分を測定するものである。重力傾斜計ともいう。

### ロッキード・マーチン重力勾配計
ロッキード・マーチン重力勾配計は、もともとアメリカ国防総省によって開発され、機密指定されていたシステムに基づいており、アメリカ海軍のトライデント搭載オハイオ級原子力潜水艦に隠密裏のナビゲーションを付与するものとして装備された。この重力勾配計の存在は、映画『レッド・オクトーバーを追え!』をきっかけに知られるようになった。このシステムは1994年に機密解除されて、鉱物探査に用いられるようになっている。
現在稼動中のロッキード・マーチン重力勾配計には次の2種類がある。
3D FTG
フルテンソル重力勾配計。固定翼航空機や船舶で用いられる。3D FTGには、3個の重力勾配計測器（GGI）が搭載され、その各々には回転円盤上の対向位置に回転方向の加速度を検出する加速度計のペアが取り付けられている。
FALCON重力勾配計
8台の加速度計が取り付けられた部分テンソルシステム。固定翼航空機やヘリコプターで用いられる。

### その他の重力勾配計
静電容量型重力勾配計
この重力勾配計は、欧州宇宙機関のGOCEミッションに用いられた。3軸3対のサーボ制御された静電容量型加速度計による重力勾配計である。
超伝導重力勾配計
もともとARKeX社により欧州宇宙機関のために開発されたこの重力勾配計は、超伝導のふたつの重要な現象（重力勾配計の慣性質量を浮上させるマイスナー効果、および安定した検出を可能にする磁束の量子化）を用いた革新的なものである。超伝導重力勾配計は、特に高い動特性が求められる調査環境用に設計されている。
リボンセンサー重力勾配計
この重力勾配計は、重力勾配によって撓む薄く長い板（リボン）による単一の検知素子で構成されている。試掘井で用いるのに適している。
UWA重力勾配計
UWA重力勾配計は、微細な弾性ヒンジで支えられたバランスビーム2本のねじれを検出する直交四極検知器（OQR）を用いている。